# スティールヘッド (潜水艦)
スティールヘッド (USS Steelhead, SS-280) は、アメリカ海軍の潜水艦。ガトー級潜水艦の一隻。艦名はニジマスの降海型の通称に因む。

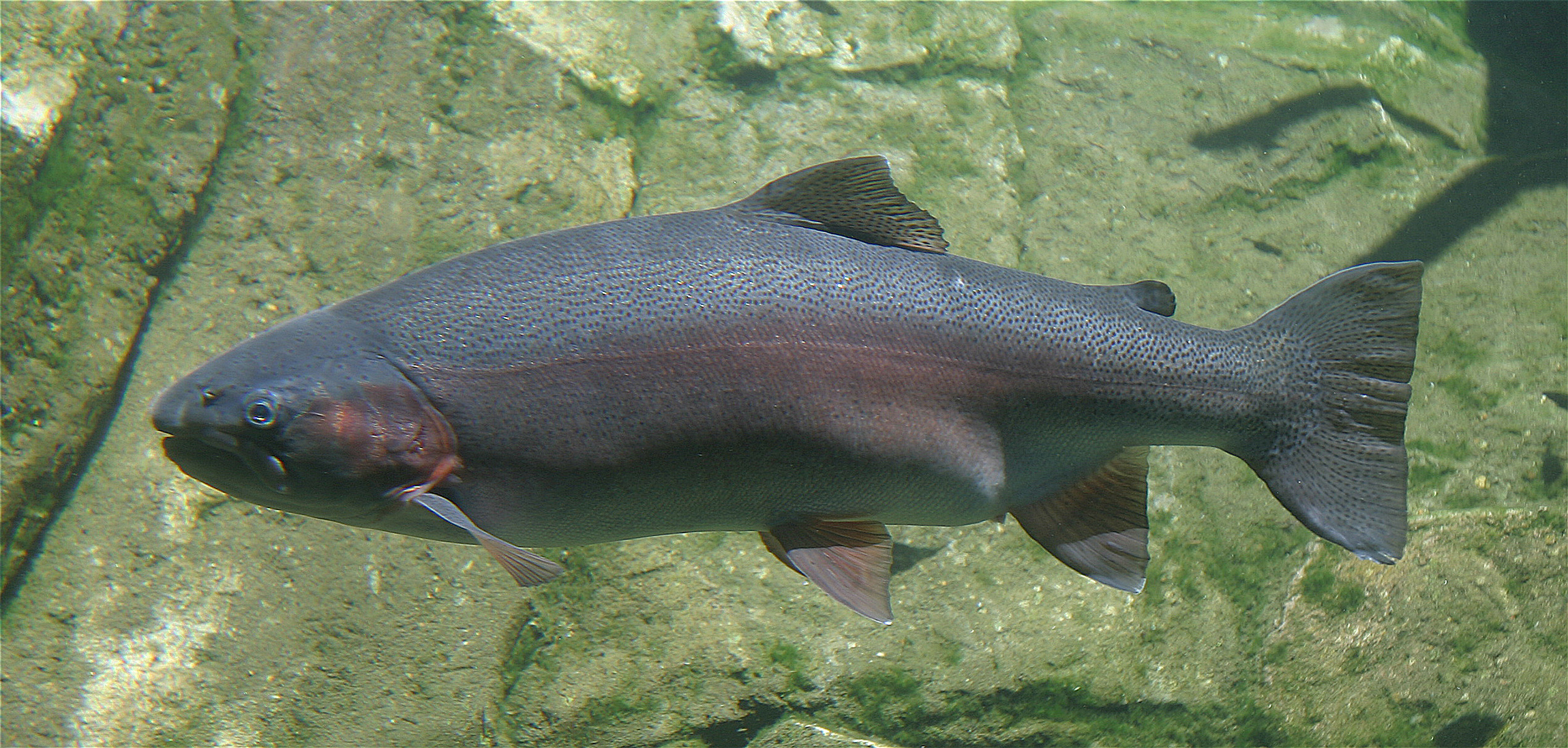
降海型ニジマス（通称Steelhead）

## 艦歴
「スティールヘッド」は1942年6月1日にメイン州キタリーのポーツマス海軍造船所で起工する。1942年9月11日にマーギュライト・ブラウン夫人によって進水し、艦長デヴィッド・L・ウェルシェル少佐（アナポリス1930年組）の指揮下1942年12月7日に就役する。ロングアイランド沖で1942年12月から1943年1月まで整調を行う。2月に太平洋に向けて出航し、4月8日に真珠湾に到着し、訓練に従事した。訓練後、ミッドウェー島に回航され燃料を補給した。

### 第1の哨戒 1943年4月 - 6月
4月25日、「スティールヘッド」は最初の哨戒で日本近海に向かった。5月9日23時30分ごろ、室蘭の日本製鐵輪西製鐵所に対して艦砲射撃をすべく浮上し、約30発もの砲弾を撃ち込んだ。しかし、実際に砲撃した場所は室蘭の北東にある幌別村であり、海岸から約6km離れた時点に着弾したが、大した効果はなかった。5月12日未明には、北緯42度07分 東経143度21分 / 北緯42.117度 東経143.350度付近の襟裳岬沖に12個の機雷を敷設し、5月31日にも北緯41度57分 東経143度19分 / 北緯41.950度 東経143.317度付近の海域に機雷を敷設して「補強」した。この哨戒では魚雷を1度も発射することはなかった。6月9日、49日間の行動を終えてミッドウェー島に帰投した。

### 第2の哨戒 1943年6月 - 9月
6月30日、「スティールヘッド」は2回目の哨戒でトラック諸島方面に向かった。7月10日夜、「ハリバット (USS Halibut, SS-232) 」および「ポーギー (USS Pogy, SS-266) 」とともに哨戒中、北緯10度21分 東経150度49分 / 北緯10.350度 東経150.817度のトラック諸島北方170海里の地点で5つの目標を発見する。九九式艦上爆撃機27機と零戦45機を輸送中の空母「雲鷹」と特設巡洋艦「愛国丸」（大阪商船、10,438トン）に対して「スティールヘッド」は魚雷を5本発射し、うち3本が命中するような音が聞こえた。しかし、この戦闘では「ハリバット」が「愛国丸」を撃破しただけに終わった。
7月15日には北緯08度31分 東経151度30分 / 北緯8.517度 東経151.500度の地点で、2隻の最上型重巡洋艦と目される目標を発見したが、振り切られた。8月5日未明、「スティールヘッド」は北緯08度17分 東経149度54分 / 北緯8.283度 東経149.900度の地点でレーダーにより複数の目標を探知。やがて「3隻の城のような艦」を含む日本艦隊を発見し、魚雷を戦艦「武蔵」に対して4本、「雲鷹」に対して6本発射した。やがて2本が爆発する音が聞こえ、ウェルシェル艦長は「おそらく『雲鷹』に2本命中」と判断した。しかし、実際には魚雷は早期爆発を起こして「雲鷹」にも「武蔵」にも命中しなかった。駆逐艦が爆雷攻撃を実施したが、「スティールヘッド」の艦体を揺さぶっただけだった。「スティールヘッド」はその後もう一度攻撃しようと接近を試みたが、艦隊は猛スピードで去っていき、攻撃できなかった。3時45分にはレーダーからも消え去った。8月16日、47日間の行動を終えて真珠湾に帰投。修理を行った。

### 第3、第4、第5の哨戒 1943年12月 - 1944年6月
9月12日、「スティールヘッド」は3回目の哨戒でギルバート諸島に向かった。9月19日から23日までは、タラワに爆撃を行った陸軍機の救助支援任務に当たった。9月24日に一旦ジョンストン島に引き返し燃料を補給した後、翌25日に改めてパラオ方面に向かった。10月6日未明、北緯10度28分 東経142度29分 / 北緯10.467度 東経142.483度のトラック諸島北西方で特務艦「風早」を発見した。「スティールヘッド」は「風早」に対して魚雷を4本発射し、2本を命中させたと判断するが、「風早」が撃ち返してきたため息をひそめなければならなかった。「スティールヘッド」は近くにいた「ティノサ (USS Tinosa, SS-283) 」と交信して呼び寄せ、最終的に「ティノサ」が「風早」を撃沈したものの、撃沈のきっかけを作ったのは「スティールヘッド」であった。10月21日未明には、北緯08度25分 東経141度50分 / 北緯8.417度 東経141.833度のウルシー環礁南東150海里地点で2隻の特設運送船、「國川丸」（川崎汽船、6,863トン）と「五洲丸」（五洋商船、8,592トン）、駆逐艦「太刀風」からなる輸送船団を発見。魚雷を3本発射し、うち2本が「五洲丸」の右舷に命中して火災を発生させた。11月3日未明、「スティールヘッド」は北緯05度58分 東経134度49分 / 北緯5.967度 東経134.817度の地点で輸送船団を発見し、魚雷を6本発射したが、爆発は確認しなかった。護衛艦の反撃をやり過ごして浮上したが、午後に入って別の7隻の輸送船団を発見し、夕方になって魚雷を計7本発射したが、これも命中しなかった。追跡は11月4日に続き、午後に北緯05度01分 東経139度58分 / 北緯5.017度 東経139.967度の地点で魚雷を4本発射するも、この攻撃も成功しなかった。11月25日、72日間の行動を終えて真珠湾に帰投した。
12月25日、「スティールヘッド」は4回目の哨戒で日本近海に向かった。1944年1月10日、北緯31度42分 東経137度50分 / 北緯31.700度 東経137.833度の地点でレーダーにより3隻の輸送船と2隻の護衛艦を探知。魚雷を4本発射し、1本が特設工作艦「山彦丸」（山下汽船、6,799トン）に命中。「山彦丸」は大破し、僚船「山国丸」（山下汽船、6,921トン）に曳航されて八丈島八重根湾に到着するが、1月11日に風浪圧により被雷箇所から船体切断、前部が沈没。残った後部も1月13日に沈没した。「スティールヘッド」はさらなる攻撃を加えようとしたが、爆雷攻撃に阻まれた。その後、「スティールヘッド」は豊後水道方面を哨戒したが、1月26日に病院船を見ただけで戦果はなかった。帰投中の2月14日未明、「スティールヘッド」のレーダーは北緯31度30分 東経143度24分 / 北緯31.500度 東経143.400度の地点で複数の目標を探知、追跡の末に夜に入って北緯30度39分 東経142度25分 / 北緯30.650度 東経142.417度の地点で魚雷を6本発射。8つの爆発音が聞こえたが、命中音は聞こえなかった。2月15日未明にも魚雷を4本発射したが、こちらも音沙汰なしであった。2月20日、61日間の行動を終えてミッドウェー島に帰投した。
3月22日、「スティールヘッド」は5回目の哨戒で東シナ海、台湾近海に向かった。4月17日夜に「バーブ (USS Barb, SS-220) 」とともに沖大東島の建物に対して艦砲射撃を行い、4月30日には北緯26度10分 東経125度34分 / 北緯26.167度 東経125.567度の地点で300トン級トロール船を発見し、3インチ砲と20ミリ機銃による攻撃で撃ち沈めた。5月23日、62日間の行動を終えてミッドウェー島に帰投した。

### 第6、第7の哨戒 1944年6月 - 1945年8月
6月17日、「スティールヘッド」は6回目の哨戒で「ハンマーヘッド (USS Hammerhead, SS-364) 」および「パーチー (USS Parche, SS-384) 」とウルフパックを構成しルソン海峡方面に向かった。7月8日夜、「スティールヘッド」は北緯18度05分 東経120度08分 / 北緯18.083度 東経120.133度の地点で30トン級の小舟に対して機銃掃射を行った。7月30日から、「ハンマーヘッド」と「パーチー」が盛んに目標を探知し、翌7月31日未明、「スティールヘッド」はルソン島沿岸に向かうミ11船団を発見した。3時30分に「パーチー」の攻撃でタンカー「光栄丸」（日東汽船、10,238トン）を撃沈したあと、3時40分に「スティールヘッド」が北緯18度57分 東経120度50分 / 北緯18.950度 東経120.833度の地点で、艦首と艦尾の発射管から魚雷を計10本発射。1隻の輸送船に1本が命中するのを確認したが、艦尾発射管からの魚雷は成果を挙げなかったとした。「スティールヘッド」は「パーチー」と連絡を取り合って新たな目標を探し出し、最初と二度目の攻撃から1時間経ってから三度目と四度目の攻撃で魚雷を4本ずつ発射し、爆発をいくつか確認する。「パーチー」からは「4隻の輸送船が沈んだ」との報告もあった。「スティールヘッド」の攻撃は以上で終わり、朝方には南の方角に逃げていくミ11船団を確認した。ミ11船団に対する攻撃で、最初の攻撃で1万トン級タンカーと7,500トン級輸送船各1隻撃破、二度目の攻撃は撃破した7,500トン級輸送船を攻撃も失敗、三度目の攻撃は1万トン級輸送船撃沈、最後の四度目の攻撃では5,500トン級輸送船の撃沈を報じた。のちに陸軍輸送船「扶桑丸」（大阪商船、8,196トン）を撃沈して陸軍輸送船「だかあ丸」（日本郵船。7,169トン）を撃破したと認定された。陸軍輸送船「吉野丸」（日本郵船、8,990トン）の撃沈は、「パーチー」も「吉野丸」に魚雷を命中させたと主張してきたため、「スティールヘッド」と「パーチー」の共同戦果となった。8月16日、60日間の行動を終えて真珠湾に帰投した。
「スティールヘッド」はサンフランシスコに回航され、ハンターズ・ポイント海軍造船所でオーバーホールに入ったが、オーバーホール中の10月1日に火災事故が発生し、焼けた司令塔を交換する大きな損傷を受けた。オーバーホールが終わると、1945年4月16日にサンフランシスコを出航し真珠湾に回航された。艦長がロバート・B・バイネス少佐（アナポリス1938年組）に代わった。
5月13日、「スティールヘッド」は7回目の哨戒でトラック諸島方面に向かった。トラック方面でパイロット救助支援任務に費やした後、6月8日にグアム島アプラ港に寄港して補給を行い、今度は日本近海でB-29クルーに対する支援任務を行った。この哨戒では、魚雷はついに発射しなかった。その代わり、7月1日に北緯33度23分 東経135度47分 / 北緯33.383度 東経135.783度の潮岬近海で2隻の50トン級トロール船を浮上砲戦で撃沈し、1隻の50トン級ジャンクを破壊した。8月3日、74日間の行動を終えてミッドウェー島に帰投。8月15日の終戦も同島で迎えた。

### 戦後
「スティールヘッド」は8月25日にミッドウェー島を出航し、9月5日にサンフランシスコに到着した。その後は1946年1月2日まで西海岸のソナー学校での任務に従事する。任務終了後は真珠湾に向かい、3月まで活動した後サンフランシスコに帰還し不活性化の準備に入る。1946年6月29日に予備役となり、大西洋予備役艦隊入りする。1947年5月に予備役訓練艦としての任務が命じられ、1960年4月1日に除籍されるまで訓練任務に従事した。
「スティールヘッド」は第二次世界大戦の戦功で6個の従軍星章を受章した。